# Большая осада Гибралтара
Большая осада Гибралтара (англ. Great Siege of Gibraltar) — испано-французская осада и морская блокада Гибралтара во время англо-испанской войны (1779—1783) и англо-французской войны (1778—1783).

## Стратегическая позиция

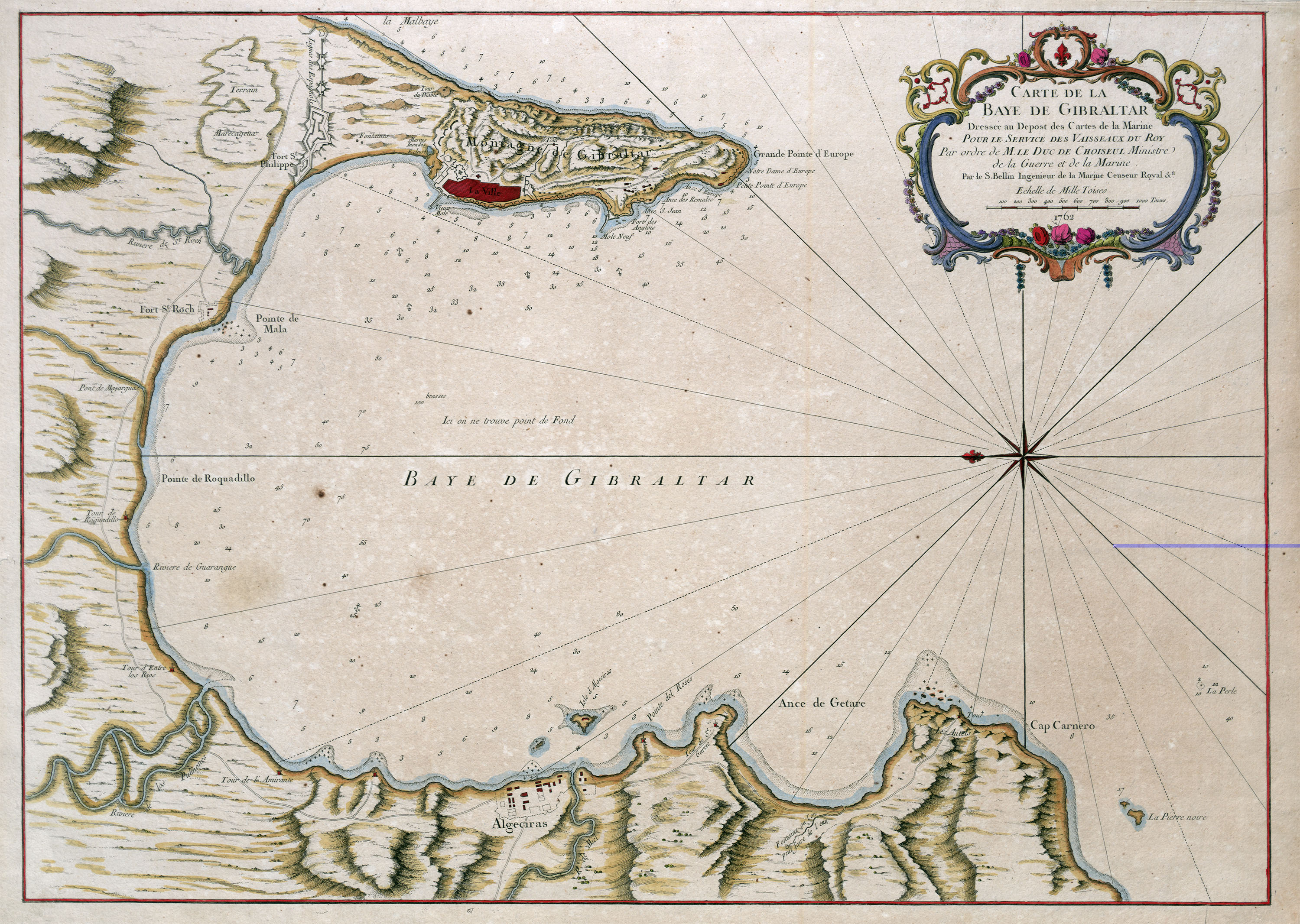
Карта Гибралтара, 1762 (N слева); хорошо видны навигационные опасности

Одной из главных целей войны для Испании было возвращение Гибралтара, который Великобритания захватила в 1704 году, в ходе Войны за испанское наследство, и закрепила за собой в 1713 году по Утрехтскому мирному договору, навязанному Испании Англией и Францией. Ранее испанцы безуспешно пытались взять крепость в 1727 году во время англо-испанской войны.
Гибралтарская скала образует полуостров, выдающийся в одноимённый пролив примерно на 5 км от южного берега Испании, и контролирует проход в Средиземное море. Она представляет собой естественную крепость, дополнительно укреплённую трудом человеческих рук. Обладание ею позволяло британскому флоту осуществлять развёртывание в Бискайском заливе и Средиземноморье и препятствовало соединению двух французских флотов — средиземноморского и атлантического.
Единственный подход с суши — невысокий и узкий песчаный перешеек, удобный для обороны. Находящийся западнее скалы Гибралтарский залив изобилует рифами и простреливается береговыми батареями, что затрудняет подход с моря. Утром и вечером часты штили, что способствуют действиям гребного флота и затрудняет действия парусного. Господствующая над всеми подходами скала позволяет размещать артиллерию, и таким образом увеличить её дальнобойность, что также даёт выгоды при обороне.

## Предыстория

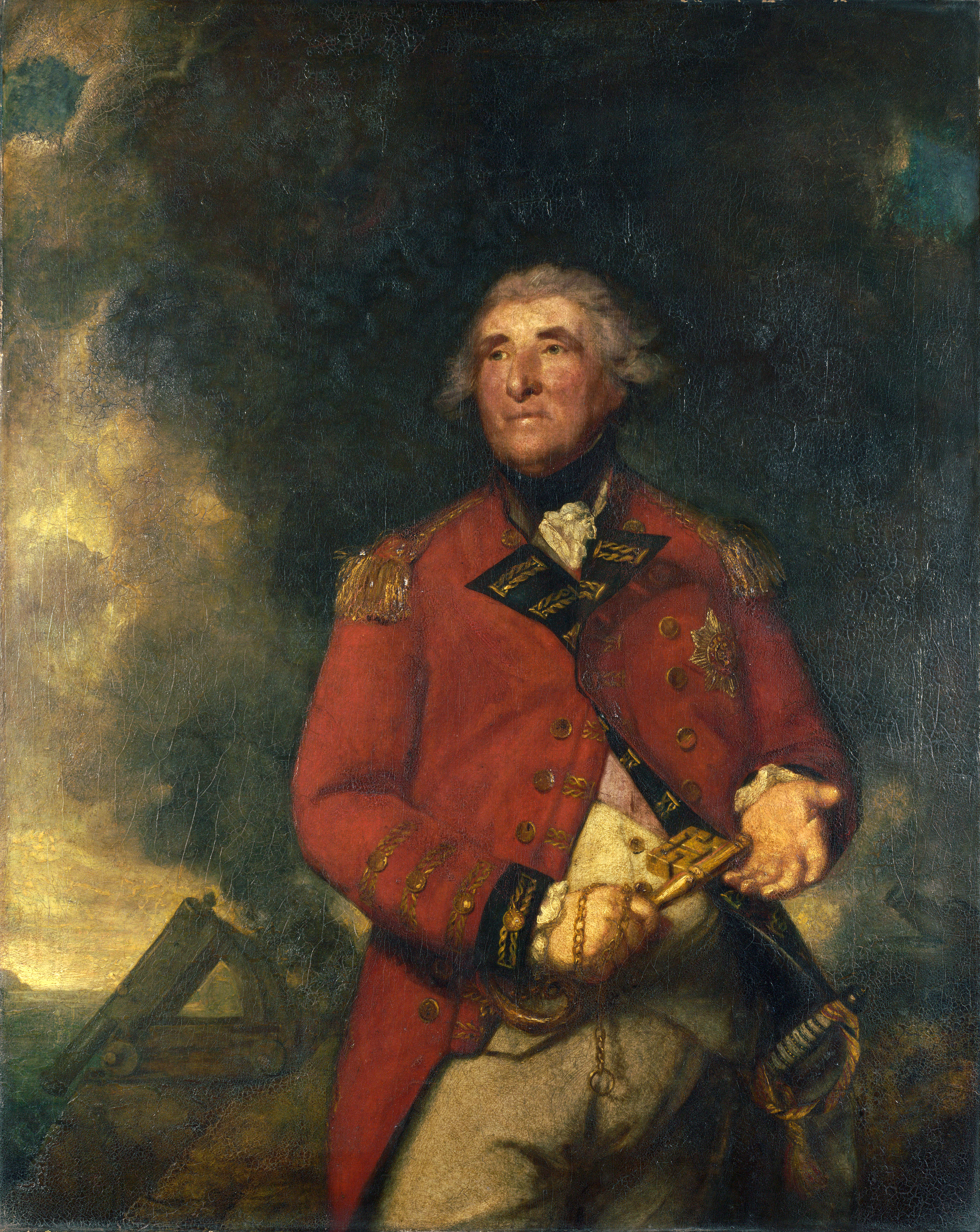
Генерал Джордж Эллиот

Джордж Август Эллиот, назначенный в 1777 году генерал-губернатором колонии, по образованию военный инженер, был решительным и опытным начальником, не забывавшим о нуждах своих людей. В отличие от многих, он не самоуспокаивался, не впадал в «осадное мышление» и стремился воевать на территории противника, где только возможно. Своим примером он умел вести людей, так что гарнизон полностью поддерживал его действия. Он поощрял инициативу подчинённых, в том числе использование пушечной каретки с отрицательным углом возвышения, что позволяло уменьшить мёртвую зону при обстреле с высот, и формирование отрядов снайперов.

## 1779

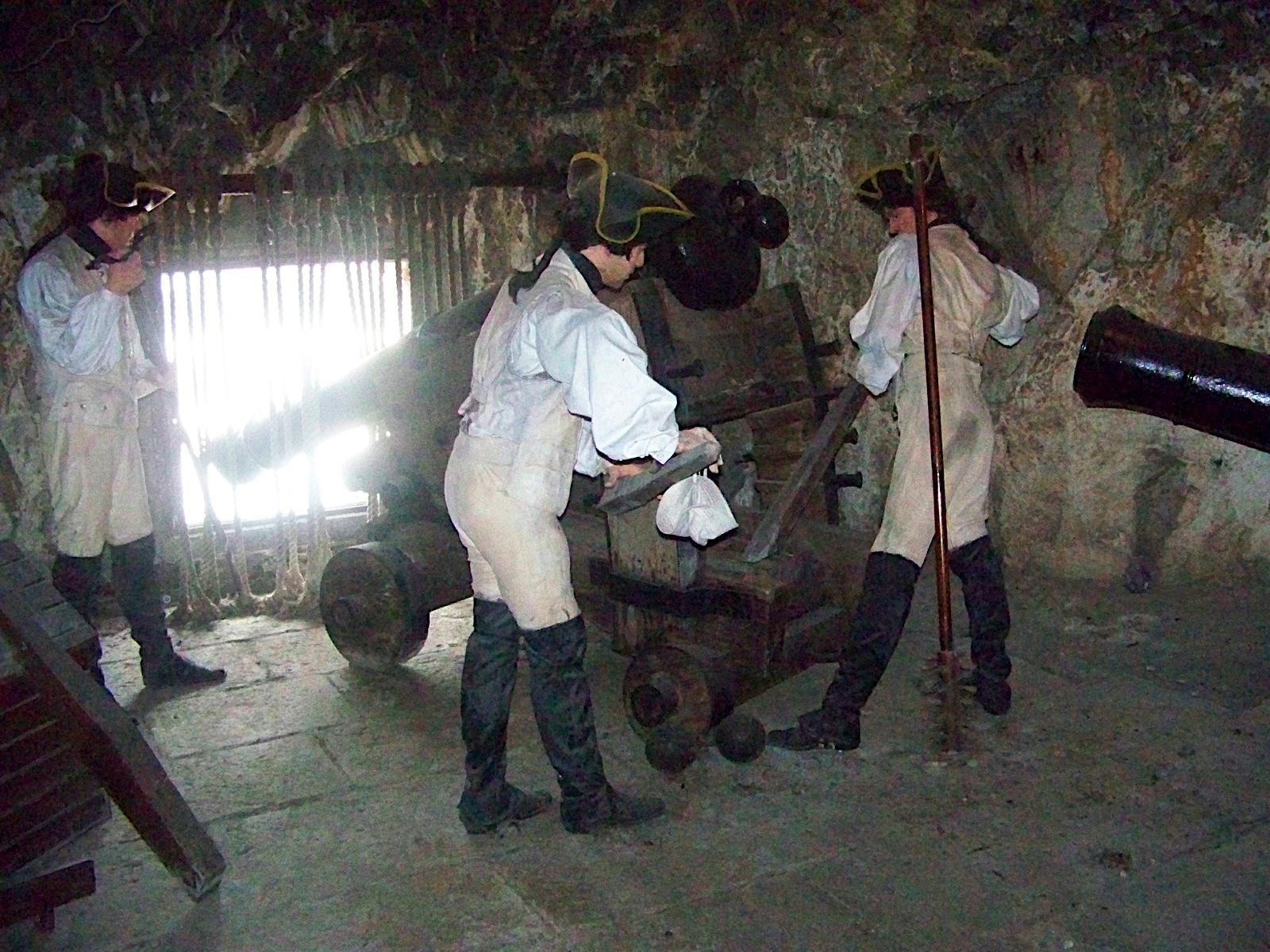
Пушка с отрицательным углом возвышения

В апреле 1779 года Испания заключила договор с Францией, Британия объявила ей войну, и в июне давно ожидаемая осада началась. Первоначально главную роль играла испанская лёгкая эскадра, базировавшаяся на Альхесирас, по другую сторону бухты. Постепенно испанцы построили укрепления, и армия перешла к правильной осаде.
Помня предыдущие попытки штурма, испанцы на этот раз решили взять колонию измором. К зиме начала ощущаться нехватка припасов. С моря колонию блокировал уже целый флот, включая 14 линейных кораблей и не менее 5 фрегатов. Но крупные корабли базировались на отстоящий на 72 мили Кадис, и в их отсутствие быстрее всего на изменения реагировали канонерские лодки и шебеки всё той же Альхесирасской эскадры. С британской стороны силы флота до начала 1780 года представлял не слишком активный контр-адмирал Роберт Дафф, с эскадрой из старого 60-пушечного HMS Panther, 3 фрегатов и шлюпа. В любом случае, его эскадра была слишком слаба для наступления.
В ноябре гарнизон Гибралтара получил заметную моральную поддержку, когда английский приватир — куттер Buck, идя под африканским берегом, отвлёк с позиции весь испанский флот, а потом нахально пересёк ему курс и сбежал под прикрытие скалы. Однако если защитники рассчитывали на свежую провизию, они были сильно разочарованы: куттер сам нуждался в припасах; ради них он и зашёл в порт.

## Первый конвой — 1780

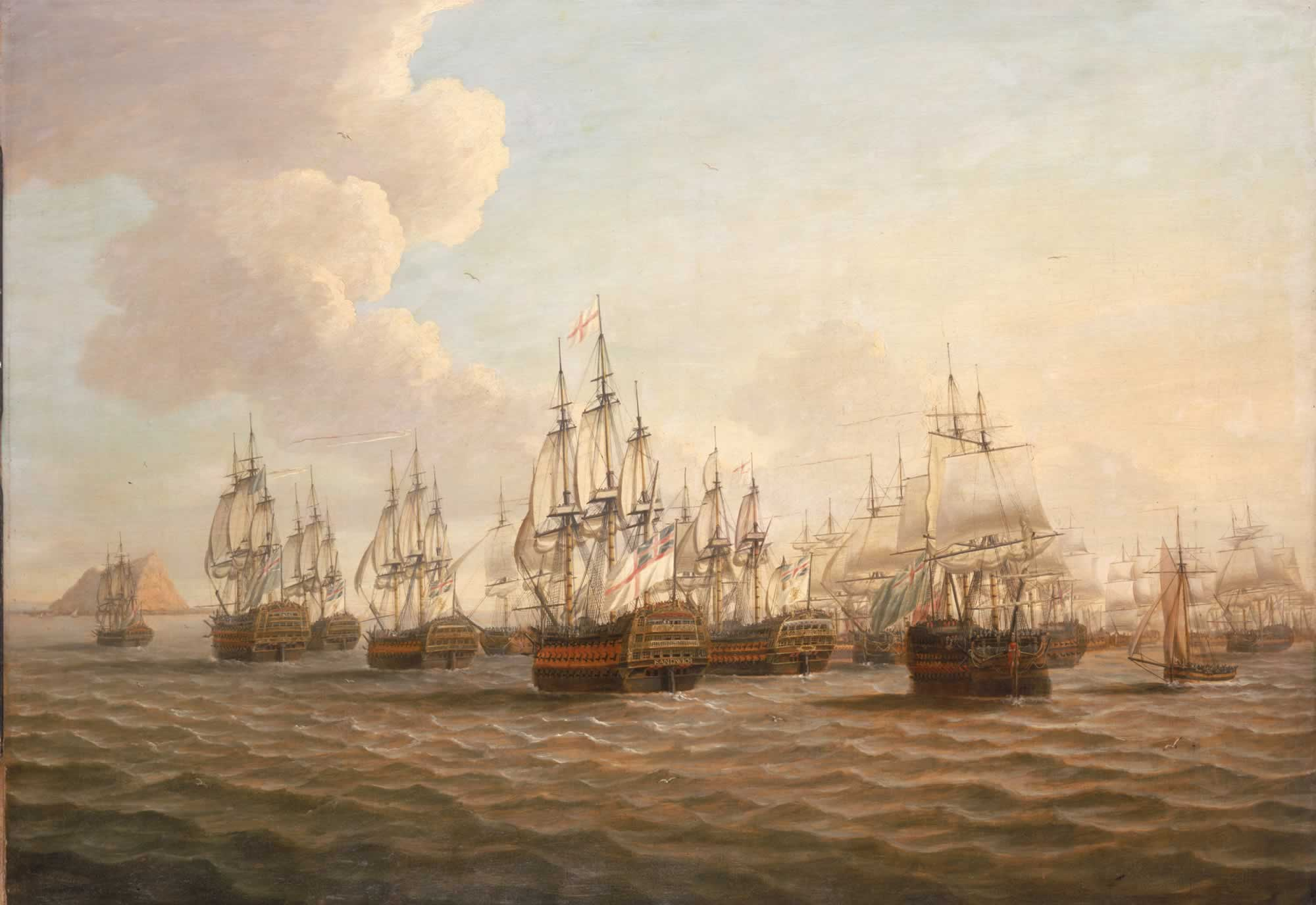
Родни ведёт в Гибралтар захваченные испанские корабли, 19 января 1780

Зимой 1779—1780 годов гарнизону уже сильно не хватало провизии, особенно свежей зелени, и рационы состояли в основном из галет и солонины. Стали появляться признаки цинги. Тем не менее, люди (числом 5382, не считая гражданских) продолжали службу, и оказывали достаточное сопротивление, чтобы испанцы не пытались штурмовать скалу, а ограничивались только обстрелами и траншейной войной.
Если сухопутная осада была плотной и, в отличие от 1704 года, никто не мог проникнуть за линии противника, то доступ с моря полностью перекрыть было невозможно. Медленным и тяжеловесным транспортам мешала блокадная эскадра, но лёгкие посыльные суда: куттеры, бриги, и так далее, поддерживали связь как с метрополией, так и с Миноркой. 
В начале 1780 года адмирал Родни с эскадрой из 18 линейных кораблей и 5 других привёл в Гибралтар крупный конвой с большим количеством необходимых припасов. По дороге он сначала 8 января захватил конвой испанцев на широте Финистерре. Затем, 16 января в районе мыса Сент-Винсент, он обнаружил саму блокадную эскадру. План предусматривал его прорыв с боем. Но испанская эскадра (9 линейных, 2 фрегата) оказалась настолько явно слабее его собственной, что он обратил её в бегство, в течение вечера и ночи частью разбил, а частью загнал на берег. Бой проходил в основном ночью, и за это получил название Битва при лунном свете.

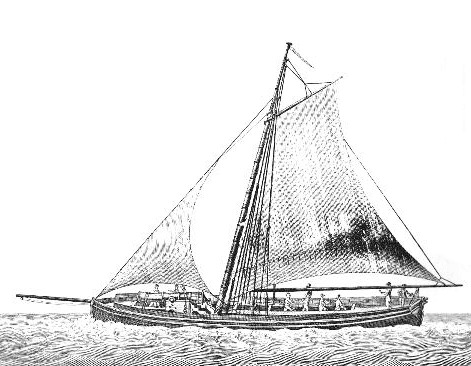
Испанская канонерская лодка, ок. 1790

Те испанские корабли, что были загружены провизией, Родни также привёл в Гибралтар, и их грузы дополнительно облегчили тяготы гарнизона. Окружающие воды были очищены от испанцев. Победы улучшили положение гарнизона и значительно подняли дух защитников, не говоря уже об их физическом состоянии. Но после ухода флота в Вест-Индию блокада стала ещё теснее.
После этого наступательные действия испанцев были спорадическими. Атака брандерами в июне не нанесла ущерба, но повреждение сторожившего гавань Panther силами канонерских лодок заставило с ними считаться. В конце концов британцам пришлось выставить при входе заградительный бон. Примечательно, что сам бон был трофеем из-за океана — он перегораживал реку Гудзон, прикрывая подходы к Форт-Монтгомери. В октябре 1777 года британцы форсировали заграждение и взяли форт, а бон с цепями позже перебросили в Гибралтар.
Примерно тогда же испанцы начали испытания нового типа гребной канонерской лодки (исп. Barca Cañonera), вооруженной мортирой. Испанские галеры начали охотиться за рыболовными судами колонии, и ситуация с провизией опять ухудшилась. К концу года нужда в помощи снова стала очевидна.

## Второй конвой и вылазка
На этот раз Адмиралтейство отнеслось к судьбе колонии ещё серьёзнее. Утром 12 апреля 1781 года на Гибралтар лёг густой туман. Когда сквозь него пробилось солнце, колонисты разглядели лес мачт — новый конвой в охранении Флота Канала — 28 линейных кораблей, под флагом вице-адмирала Дарби на 100-пушечном HMS Britannia.
Когда гарнизон вышел на стены приветствовать флот, испанцы решили, что настал момент для открытия огня с давно подготавливаемой тяжёлой осадной батареи. В тот день она не сделала большого вреда, но в дальнейшем бомбардировка стала повседневностью — кроме сиесты, которую испанцы соблюдали свято.

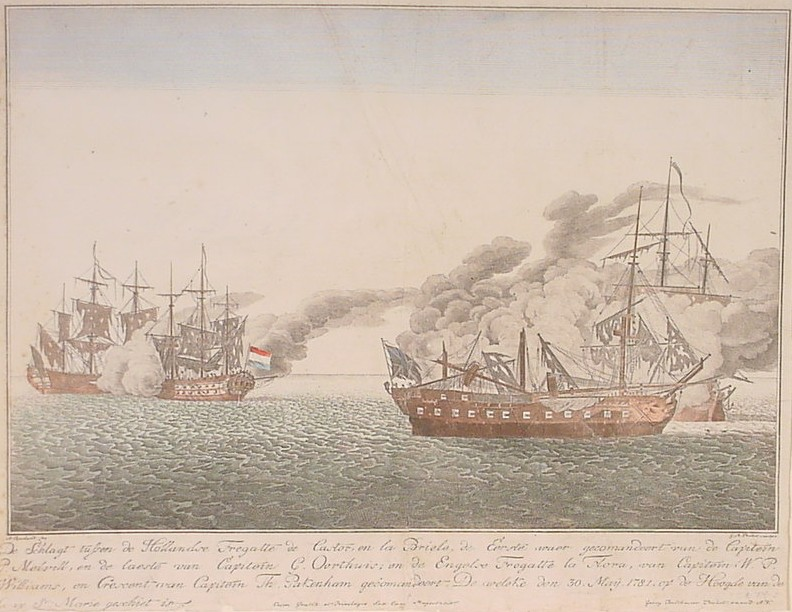
Flora и Crescent против Castor и Briel

Помимо усиления Гибралтара, Дарби послал отряд транспортов на Минорку, на которую испанцы тоже имели виды, в сопровождении фрегатов HMS Flora и HMS Crecsent. Но на обратном пути 23 мая 1781 эти корабли наткнулись на нового противника — голландские Castor и Briel (оба 36-пушечные). Недавно вступившие в войну голландцы имели корабли по всему свету, и случая не упустили. Flora (36), новый 18-фунтовый фрегат, имела к тому же карронады, но вооружённый только 9-фн пушками Crescent (28) спустил флаг перед 12-фунтовым Briel. В конце концов Flora одержала победу над Castor и затем выручила Crescent, но урон флагу был уже нанесён. Ещё раньше один из кораблей Дарби, HMS Nonsuch (64) встретился один на один в Бискае с 74-пушечным французским Actif, но тот не воспользовался преимуществом.

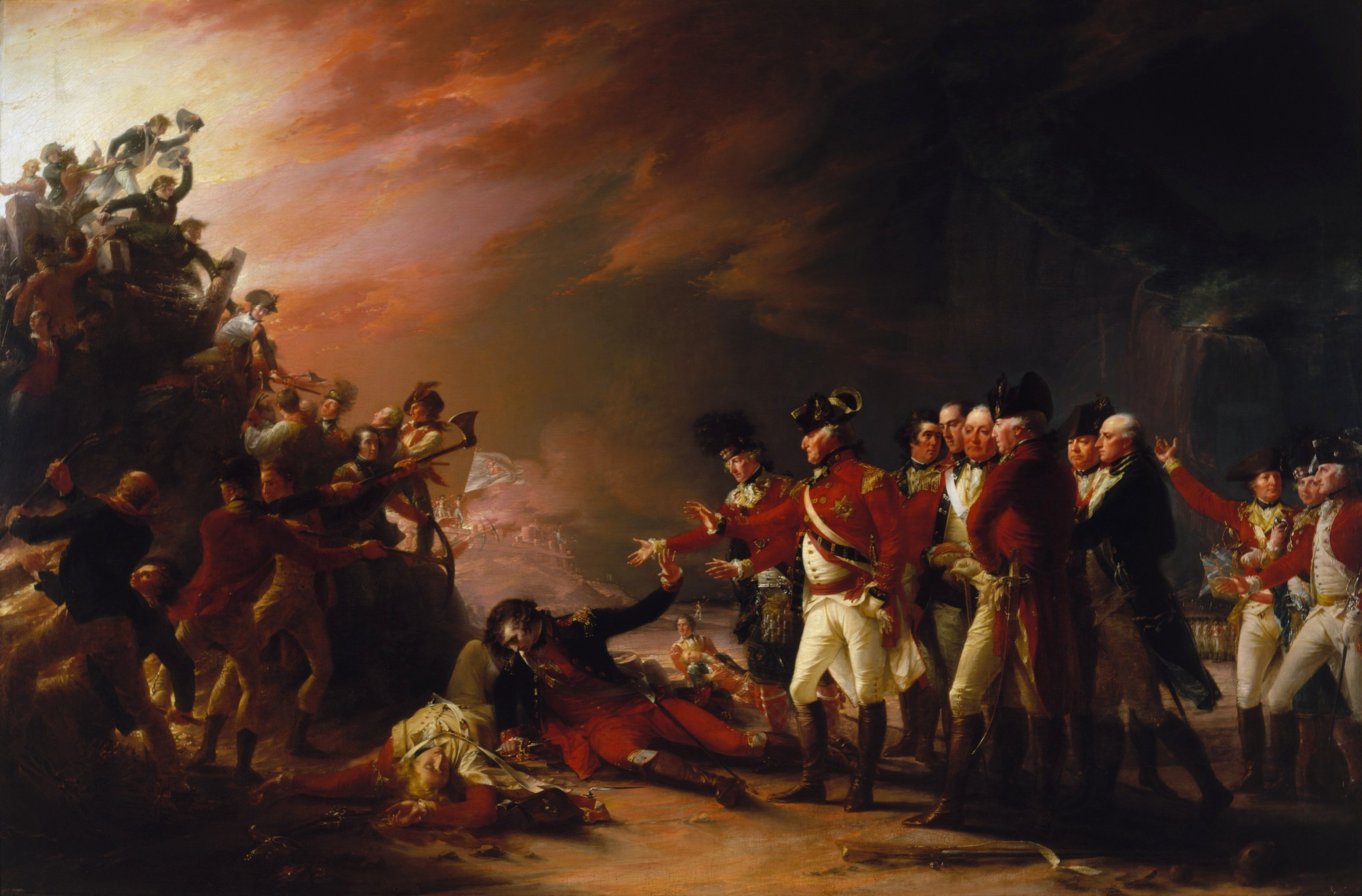
Вылазка гибралтарского гарнизона; Джон Трумбулл, 1789, холст, масло

В летние месяцы давление на Гибралтар несколько ослабло, поскольку испанцы перенесли главную тяжесть на Минорку, но к октябрю новый штурм представлялся неминуемым. Французские инженеры активно участвовали в подведении траншей к укреплениям. Вся середина перешейка была зигзагообразно изрезана. Французские позиции были в центре, ближе к крепости, испанские несколько дальше и в сторону бухты.
Верный своим принципам, Эллиот решил нанести упреждающий удар. В ночь с 26 на 27 ноября 1781 года 2200 из 6000 активных защитников крепости сделали вылазку против траншей противника. Внезапность была полная. Десять 13-дюймовых мортир и восемнадцать 26-фунтовых пушек были заклепаны, земляные укрепления разрушены, магазины взорваны. После этого британцы отошли с минимальными потерями. Испанская контратака не состоялась. Потери испанцев оцениваются примерно в 200 человек. Эллиот утверждал, что благодаря внезапности многие «были убиты на месте». Успех вылазки означал, что штурм скалы откладывается.

## 1782
К началу 1782 года снова ощущался недостаток некоторых видов провизии, особенно свежих фруктов и вина для медицинских целей. Поскольку обе стороны вели активный шпионаж, Эллиот в попытке их добыть прибегнул к секретности. Он организовал уход вооружённого транспорта Mercury, якобы в Англию. На самом деле судно зашло в Лиссабон для закупок. Возвращение также держалось в секрете, и всё же ему не удалось пройти в Гибралтар незаметно. 20 февраля 1782 имевшему 18 пушек Mercury пришлось прорываться с боем через дозор из фрегата (36), шебеки (18) и 4 канонерок. За проявленную храбрость его капитан Хаингтон (англ. Heighington) получил офицерский чин в Королевском флоте.

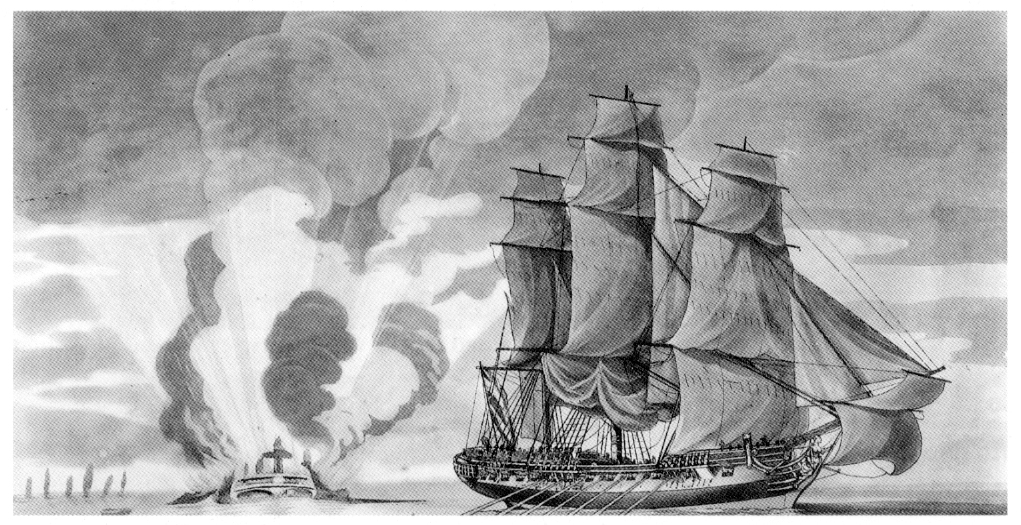
HMS Success уходит, уничтожив Santa Catalina

В некотором смысле даже важнее был приход одного за другим двух оружейных транспортов, St. Ann и Vernon. С ними прибыли 12 разобранных на части канонерских лодок для борьбы с канонерками противника, которые доставляли столько неприятностей. Тоже не обошлось без боя: 16 марта 1782 года испанцы послали на перехват Vernon фрегат Santa Catalina, но последний был взят фрегатом HMS Success (32), шедшим в охранении. Капитан Success Чарльз Пол хорошо осознавал важность конвоя. Попав в штиль, он немедленно поджёг обещавший вознаграждение приз и, взяв на борт 286 пленных, ушёл (согласно иллюстрации, на веслах), как только на горизонте показались подозрительные паруса.
Собранные канонерские лодки были на воде с 17 апреля. Под командованием сэра Роджера Кёртиса (англ. Roger Curtis) они позже сыграли важную роль в отражении генерального штурма.
Со сменой правительства, вслед за падением Йорктауна, лучший адмирал Британии, Ричард Хау, согласился вернуться к службе. 20 мая 1782 года он поднял свой флаг на HMS Victory в качестве командующего Флотом Канала. Его флот значительно уступал в числе соединённым флотам противников — Франции, Испании и Голландии. Но благодаря усилиям Адмиралтейства, он наконец-то был лучше укомплектован, снабжён и подготовлен, чем они. Ему повезло также с подчинёнными, в частности с младшими флагманами. Контр-адмирал Кемпенфельт и вице-адмирал Баррингтон уже показали свои способности за фасадом таких престарелых командующих как Харди и Гири, в дни когда Англии угрожало вторжение.
Затем Кампенфельт блестяще выиграл бой 12 декабря 1781, отрезав значительную часть конвоя с подкреплениями для Вест-Индии, под носом у более сильного де Гишена.
Баррингтон, герой Сент-Люсии, в апреле повторил достижение Кемпенфельта, захватив не только 13 «купцов» Ост-Индского конвоя, но и сопровождающий 74-пушечный Pégase. Этот последний был взят HMS Foudroyant, которым командовал Джон Джервис, будущий знаменитый лорд Сент-Винсент.
Хау с флотом провёл бо́льшую часть лета, стараясь обойти более сильный франко-испанский флот дона Хуана де Лангара, с тем чтобы прикрыть идущие в Англию важные конвои. В этом ему немало помогла новая мера — обшитые медью и очищенные днища кораблей. Но главной задачей по-прежнему оставалаось снятие осады с Гибралтара, который несомненно был под угрозой нового штурма.
На этот раз избежать встречи с соединённым флотом было мало шансов, и очистка корпусов снова приобрела большую важность. Времени на докование не было, и операцию проводили на якоре, способом закренивания поочерёдно на один и другой борт. Именно так 29 августа в Спитхеде был потерян HMS Royal George, а с ним и Кемпенфельт. Потеря второго по силе корабля флота, не говоря уже о талантливом адмирале, стала тяжёлым ударом для планировавшейся гибралтарской экспедиции. Но остановить её не могла.

### Генеральный штурм

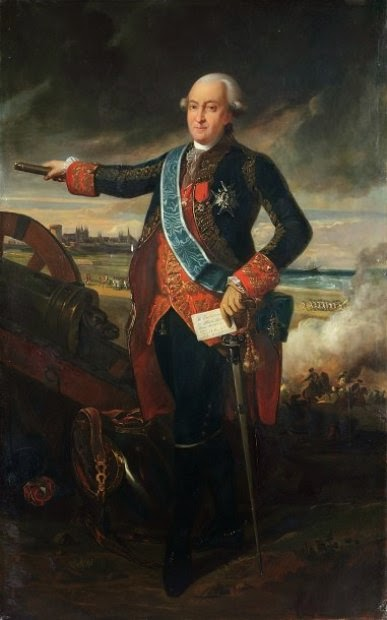
Герцог де Крильон, ок. 1782. На врезке видны плавучие батареи

К середине 1782 года все обычные меры штурма были испробованы и не дали результата. В испанском штабе предлагались самые экзотические идеи: например, постройка вокруг крепости гигантского коффердама, с тем чтобы её затопить, или кавалерийская атака с моря, причём лошадей предлагалось снабдить пробковыми жилетами для плавучести. Уже сам перечень прожектов даёт представление, насколько испанцы отчаялись в традиционных средствах.
Герцог де Крильон, только что принявший капитуляцию Минорки, получил назначение командовать осадой. Одновременно возник и более реалистичный проект штурма. Предлагалось подавить артиллерию крепости в самом уязвимом месте: со стороны гавани, использованием тяжёлых плавучих батарей, и там же высадить первый десант.
Французский инженер Мишо д’Арсон, в стремлении сделать батареи непотопляемыми и несжигаемыми, предложил срезать корпуса обычных кораблей, усилить борта дополнительными слоями обшивки, подпереть их песком, пробкой и перевить тросами для большей прочности. Батареи строились по особой схеме, со смещённым на борт твёрдым балластом, для уравновешивания отдачи, и с односкатной крышей для защиты людей. Орудия (на двух деках) размещались только с одного борта, другой, который не собирались подставлять противнику, имел широкие погрузочные порты. Толстые (3—4 фута) деревянные брустверы усиливались изнутри мешками с песком. Дранковое покрытие, которое собирались поливать водой, по замыслу было пожароустойчивым. Для этого предусматривались цистерны с водой и сложная система перепускных труб. Якоря снабжались железными цепями вместо канатов, чтобы их было не перебить ядром. Самая большая из батарей была в 1400 тонн, имела 21 пушку и 760 человек, самая маленькая 600 тонн, 6 пушек и 250 человек. По свидетельству очевидца, внешне они напоминали «длинный сенной сарай».

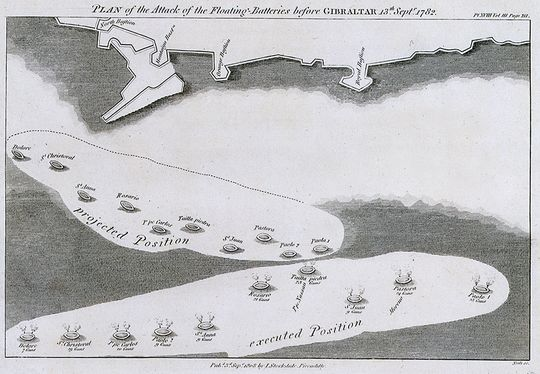
Гибралтар, генеральный штурм. Назначенные (в центре) и действительные (внизу) позиции плавучих батарей

13 сентября состоялся штурм. 10 новых плавучих батарей (138 пушек и мортир, 5190 человек), при поддержке 40 канонерских лодок, 20 бомбардирских кораблей и 18 линейных, начали обстрел со стороны бухты. 86 сухопутных орудий вели огонь с перешейка. Осадная армия (примерно из 35 000 человек, из них 7000—8000 французов) приготовилась штурмовать, как только будут разрушены укрепления. По слухам, на склонах на испанской стороне собралось до 80 000 зрителей.
Но медленные неповоротливые батареи не достигли предписанных им позиций напротив Королевской батареи в нижнем городе. Вместо этого они встали на якоря, с носа и с кормы, на 1—3 каб дальше в бухте, что для гладкоствольной артиллерии немало. Артиллерия Эллиота ответила вполне точным огнём, сосредоточив его на бухте. Британцы применяли каленые ядра, и скоро добились нескольких попаданий, которыми подожгли корабли, в том числе взорвались 3 плавучие батареи, во главе с самой большой Pastora, когда огонь добрался до пороховых магазинов. К вечеру все плавучие батареи были выбиты из линии и прекратили огонь. Сделать достаточно сильных разрушений испанцам не удалось, генеральный штурм был сорван. Оставшиеся семь батарей, никак не приспособленные для отхода, испанцы затопили сами. С ними погибли 719 человек.
Испанцы снова перешли к бомбардировкам, в расчёте на истощение противника. Весь следующий месяц шла контрбатарейная борьба, обернувшаяся не в пользу испанцев. 10 октября 72-пушечный San Miguel, потерявший до этого стеньгу, отдрейфовал слишком близко к крепости и сел на мель. Спасти его из-под дул британских пушек было невозможно, и капитан дон Хуан Монтеро с экипажем из 634 моряков, морских пехотинцев и спешенных драгун сдался канонерским лодкам Кертиса.

### Снятие осады

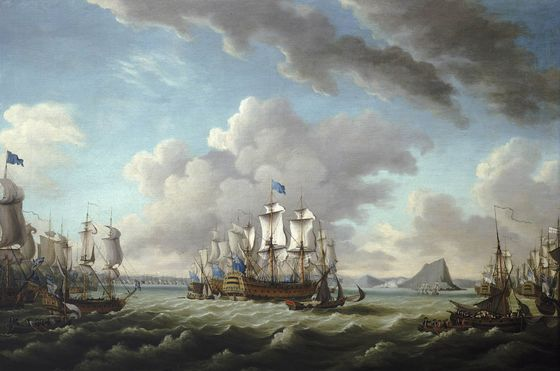
Снятие осады с Гибралтара флотом эрла Хау; 1782. Четыре дисциплинированных транспорта видны прямо под скалой, остальные справа, британский флот в центре и слева, а флот Бурбонов отстаивается под берегом за заднем плане

11 сентября лорд Хау вышел из Спитхеда с 34 линейными кораблями, и с конвоем из 31 транспорта 9 октября появился у мыса Сент-Винсент. Остаток от 140 транспортов и купцов, покинувших Спитхед вместе с ним, разделился на несколько конвоев и отправился в Вест-Индию, Канаду, вокруг Мыса Доброй надежды и так далее.
11 октября британские корабли были замечены со скалы. При свежем ветре от W после недавнего шторма, флот в строю трёх колонн следовал за транспортами, «как пастух за стадом». Несмотря на детальные инструкции адмирала, все кроме четырёх охраняемых прозевали вход в бухту, и флоту пришлось углубиться за ними до 50 миль в Средиземное море, пока всех не удалось собрать и направить в порт. Двумя днями позже испанский флот вышел в море, но несмотря на численное превосходство, не решился на сближение, и был сам отнесён к востоку. Когда 15-го ветер отошёл на E, их позиция уже не позволяла напасть на конвой. 18 октября Хау наконец привёл в порт последние транспорты.
На следующий день испанцы пытались вызвать его на бой, но это был запоздалый жест, который ничего не решал в судьбе Гибралтара: крепость получила снабжение, и хотя внешне осада ещё продолжалась, речи о новом штурме быть не могло. Тем не менее, Хау был не склонен биться прямо в проливе; будучи по-прежнему в меньшинстве, он нуждался в просторе для маневра. С другой стороны, просто уходить и позволить противнику себя преследовать он тоже не мог: это давало испанцам возможность захватывать отставших. В результате он принял бой у мыса Спартель. Бой не принёс решительной победы никому, потери сторон были примерно одинаковы. Но после испанцы не возобновили преследование, и британский флот в полном составе вернулся в Спитхед, блестяще исполнив трудную задачу при расстановке сил не в свою пользу. Лорд Хау лишний раз доказал, что его тактический гений проявляется лучше всего в трудных обстоятельствах.

## Последствия

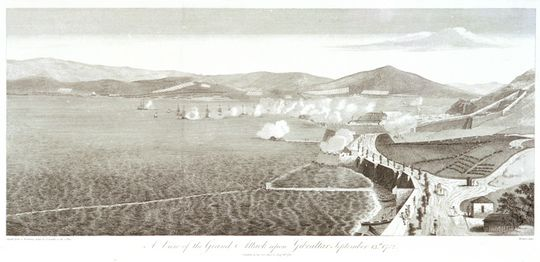
Генеральный штурм; общий вид

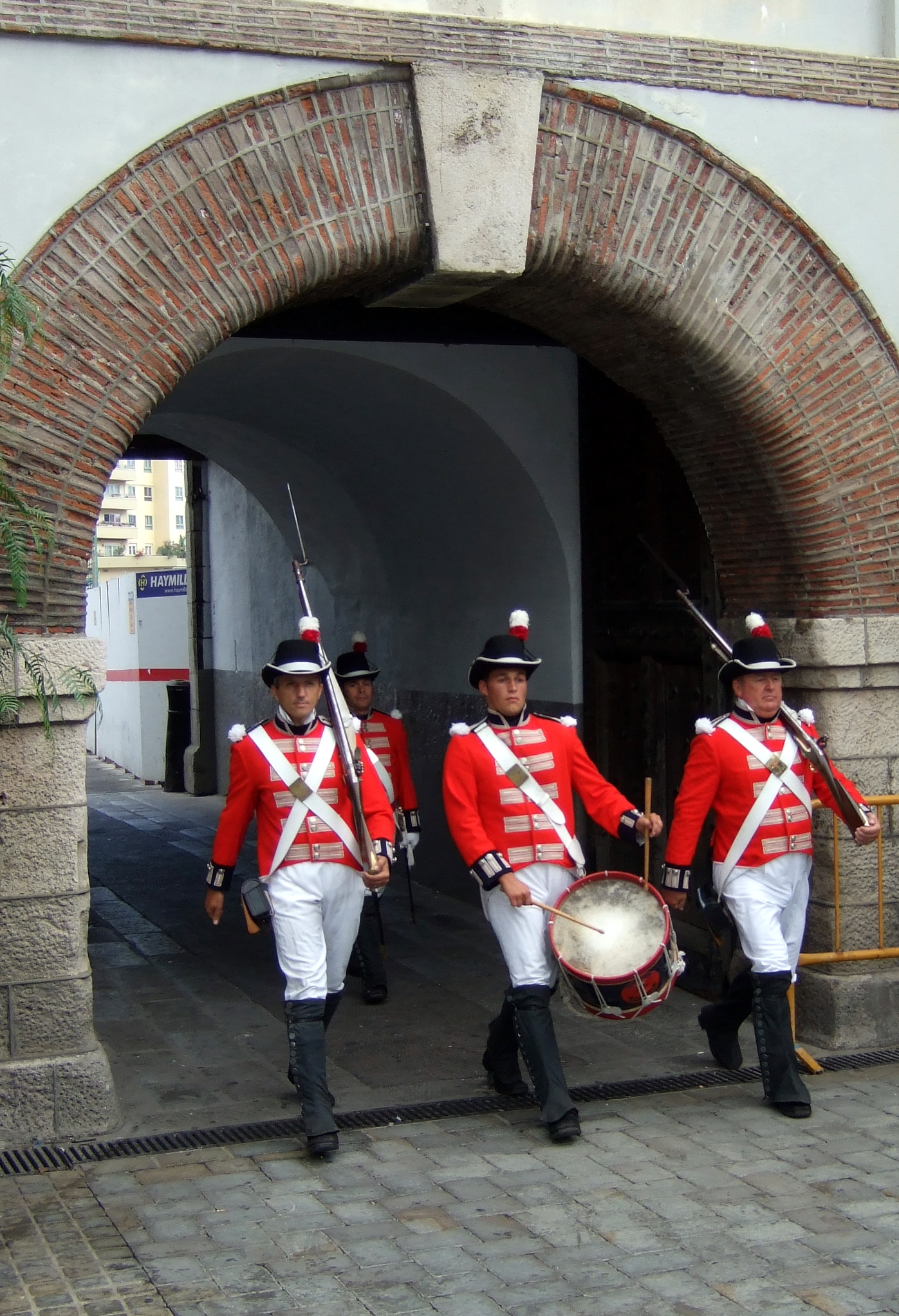
Гибралтарские войска (реконструкция)

Осада Гибралтара, и особенно генеральный штурм породили множество отчётов, мемуаров и дневников, как письменных так и графических. Самым авторитетным признают свидетельство лейтенанта от Королевской артиллерии Ко́лера (англ. G. F. Koehler, RA), который в момент штурма был флаг-адъютантом (Aide-de-camp) генерала Эллиота. Он же был изобретателем пушечной каретки с малым углом возвышения, благодаря которой огонь с верхних батарей был так опустошителен.
По отчёту и зарисовкам Колера выполнена одна из многочисленных гравюр штурма, изображающая момент взрыва первой плавучей батареи. Другой участник и очевидец, Роджер Кёртис, пишет:

Сцена, передо мной открывшаяся, была в высшей степени страшна. Множество людских криков среди огня, некоторые плавающие на обломках дерева, другие на кораблях, где пожар ещё на зашел далеко, все выражали и словом, и жестом отчаяннейшее бедствие, все умоляли о помощи, являя трудно описуемое зрелище.Оригинальный текст (англ.)The scene at this time before me was dreadful to a high degree. Numbers of men crying from amidst the flames, some upon pieces of wood in the water, others appearing in the ships where the fire as yet had made but little progress, all expressing by speech and gesture the deepest distress and all imploring assistance, formed a spectacle of horror not easily to be described.
Другие отчёты рисуют подобную же картину решительного поражения испанцев. Гибралтар был спасён. Общее чувство в Британии было настолько сильно, что в начавшихся в 1783 году переговорах о мире вопрос о его судьбе даже не входил в повестку, несмотря на интенсивное давление испанской дипломатии. Генерал Эллиот получил орден Бани; многие полки были отмечены специальной наградой.
В феврале 1783 года, когда стало известно о начале мирной конференции Британии, Франции, Испании и Голландии, осада была окончательно снята. После этого Британия непрерывно владеет Гибралтаром, и пользуется всеми выгодами его положения, которое было доказано многими войнами. Само название Гибралтар стало синонимом неприступной крепости и надёжности. В культуре Большая осада увековечена множеством картин, стихами, и даже музыкальной пьесой Моцарта.